# Arcana
Arcana je simfonijska pjesma za veći orkestar francuskog skladatelja Edgarda Varèsea. Skladana je između 1925. i 1927., a dorađena je između 1931. i 1932. godine.

## Pozadina
Prema pismima koja je poslao svojoj supruzi u New Yorku, Varèse je osmislio prvih nekoliko motiva za Arcanu u snu 9. listopada 1925. prigodom posjeta Île Saint-Louisu. U početku je namjeravao dovršiti djelo do početka 1926. jer ga je Leopold Stokowski kanio uvrstiti u glazbeni program Carnegie Halla. Međutim, zbog složena je glazbenog jezika djela premijernu izvedbu morao odgoditi do 1927.
Naziv Arcana odnosi se na alkemijske tajne, a uz izvornu partituru naveden je Paracelsusov citat iz djela Hermetička astronomija. Varèse je glazbenim jezikom Arcane namjeravao istražiti carstvo snova jer je smatrao da umjetnost ne stvara razum, nego nesvjesni dio uma.
Skladba je premijerno izvedena 8. travnja 1927. u Academy of Musicu u Philadelphiji, a odsvirao ju je Philadelphia Orchestra s dirigentom Leopoldom Stokowskim. Max Eschig objavio ju je 1931. Kad je skladba trebala biti prvi put izvedena u Francuskoj, Varèse ju je 1932. preinačio. Izmijenjena je inačica prvi put izvedena 25. veljače 1932. u Parizu, a orkestrom je rukovodio dirigent Nicolas Slonimsky. Godine 1964., godinu dana prije Varèseove smrti, izdavačka kuća Colfranc objavila je izmijenjenu inačicu skladbe. Od 2000. nadalje u posjedu je izdavačke kuće Ricordi.

## Struktura
Često nazivana passacagliom, Arcana je šesnaestominutna jednostavačna simfonijska pjesma za veći orkestar. Skladana je za tri pikola, dvije flaute, tri oboe, engleski rog, hekelfon, dva klarineta in Es, dva klarineta in B, basovski klarinet, tri fagota, dva kontrafagota, osam rogova in F, pet truba in C, dva tenorska trombona, basovski trombon, kontrabasovski trombon, tubu, kontrabasovsku tubu, šesnaest prvih violina, šesnaest drugih violina, četrnaest viola, dvanaest violončela, deset kontrabasa, šest timpana s pedalama i šest dodatnih udaraljkaša.
Naročito je velik dio partiture za udaraljke, što je slučaj i s brojnim drugim Varèseovim orkestralnim skladbama.
- Prvi udaraljkaš tijekom sviranja upotrebljava gong srednje veličine, činele, tam-tam višeg zvuka, bas-bubanj i triangl.
- Drugi udaraljkaš tijekom sviranja upotrebljava tam-tam nižeg zvuka, klepetaljku, bas-bubanj, triangl i tamburin.
- Treći udaraljkaš tijekom sviranja upotrebljava doboš, guiro, triangl i dva kineska drveta (višeg i nižeg zvuka s palicama).
- Četvrti udaraljkaš tijekom sviranja upotrebljava doboš, tamburin i činele (s palicama).
- Peti udaraljkaš tijekom sviranja upotrebljava činele, membranofon i dva šuplja komada drveta.
- Šesti udaraljkaš tijekom sviranja upotrebljava ksilofon, glockenspiel, dva kineska drveta (višeg i nižeg zvuka s palicama), zvečku, tamburin, guiro, činele, triangl i tri zvona.

Neki se udaraljkaši tijekom izvedbe djela trebaju zamijeniti za mjesta da bi mogli svirati na glazbalima ostalih izvođača.

## Vanjske poveznice
- Arcana: Partitura u sklopu International Music Score Library Projecta